# Свен Герстадіус
Свен Герстадіус (швед. Sven Hörstadius, 18 лютого 1898 — 16 червня 1996) — шведський ембріолог, відомий своєю роботою над дослідженням морських їжаків.
Герстадіус вчився під керівництвом Джона Руннсторма в Стокгольмському університеті, отримав PhD у 1930. Був обраний в Шведську королівську академію наук у 1946 і в Лондонське королівське товариство у 1952.